# Leonor Sánchez López
Leonor Sánchez López (Orizaba, 1918-Orizaba, 7 de febrero de 1937) fue una joven laica católica, asesinada durante la persecución religiosa de Veracruz de 1937 encabezada por el gobernador Adalberto Tejeda. 

## Primeros años
Era hija de los señores Encarnación Sánchez, obrero textil de la fábrica de Cocolapan y Catalina López, ama de casa, y tenía dos hermanos, Guadalupe Sánchez López y Basilio Sánchez López. 

## Martirio
En 1937 a pesar de haber terminado unos años atrás la rebelión cristera en la zona centro y el bajío de México; en el estado de Veracruz, la persecución religiosa continuaba desde 1931 a través de las leyes emitidas por el gobernador Adalberto Tejeda quien prohibió en las mismas la práctica de actos religiosos públicos y se disminuyó considerablemente el número de sacerdotes en el estado obligando entre otras cosas al exilio del Obispo de Veracruz Mons. Rafael Guízar y Valencia desde 1927 y al cierre de los templos.
En este escenario, el domingo 7 de febrero de 1937 se celebraba de madrugada la misa dominical de manera clandestina en la casa del párroco de San Miguel Arcángel (hoy catedral de Orizaba) José María Flores ubicada en el centro de la ciudad de Orizaba a donde asistió un nutrido grupo de fieles católicos incluyendo mujeres y niños. A mitad de la celebración, un grupo de policías municipales ingresó con violencia al lugar y comenzó a desmontar el altar y a desvestir al párroco de sus ornamentos y tomando presos a los asistentes, quienes intentaron defenderse y escapar, por lo que los policías comenzaron a disparar. En esa confusión, la joven Leonor Sánchez, de 19 años, rápidamente tomó el cáliz con las hostias consagradas e intentó escapar para que el objeto sagrado no cayera en manos de la policía. Al verla escapar, un policía de nombre Agustín Saldaña le disparó hiriéndola en la zona lumbar y mano izquierda. La joven logró llegar hasta la esquina de las calles Sur 5 y Oriente 10, entonces ocupada por un expendio de leche, donde cayó al recibir una segunda descarga por la espalda, quedando desangrada. Logró sobrevivir el traslado al Hospital Civil de la ciudad (entonces ubicada en el exoratorio de San Felipe Neri y hoy en día Museo de Arte del Estado) en donde se intentó salvar su vida y pudo hablar para pedir la presencia de su padre y la de un sacerdote, lo cual le fue negado esto último por las autoridades falleciendo minutos después por las heridas recibidas.

## Impacto de su fallecimiento

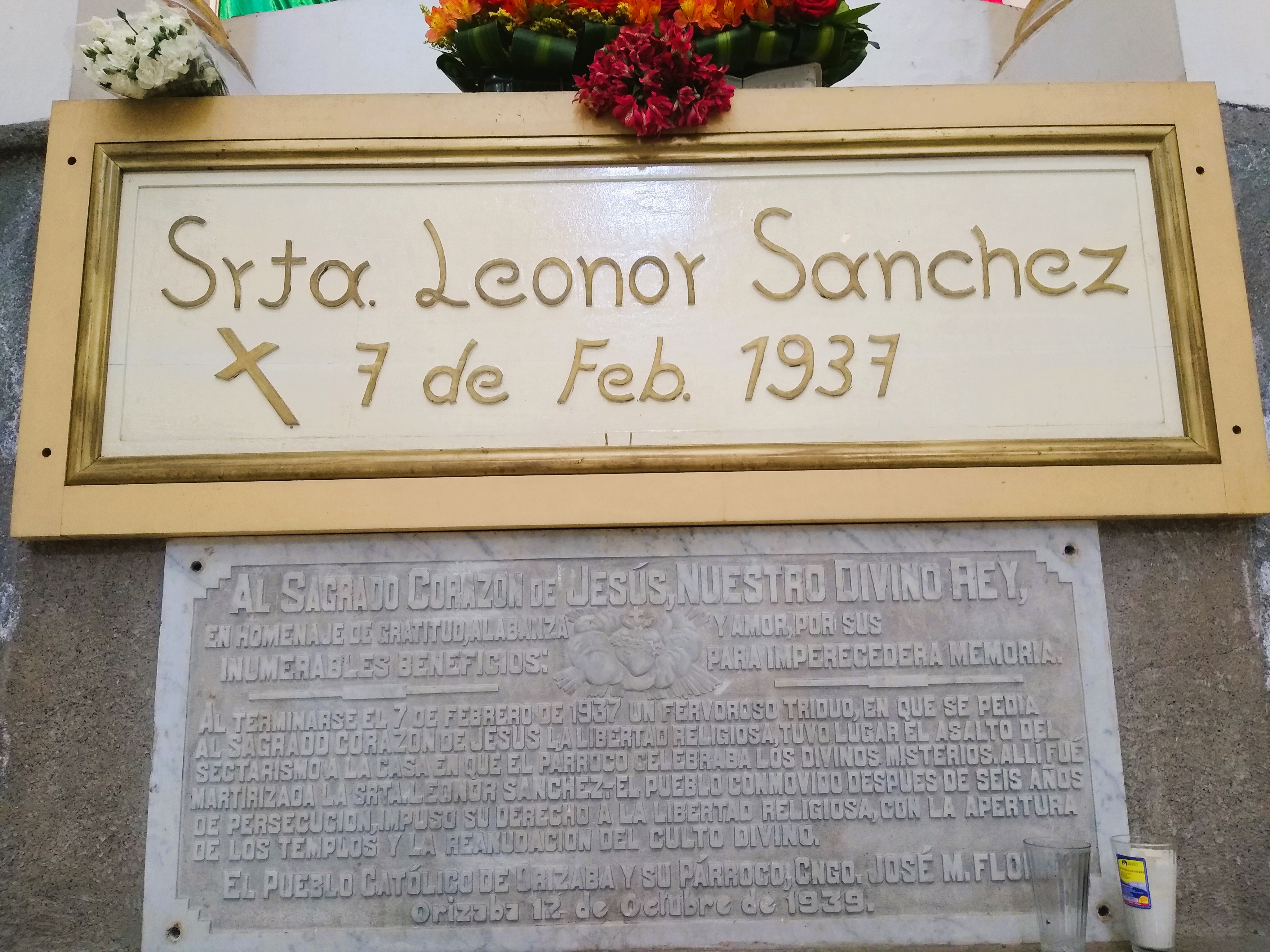
Tumba actual de la mártir dentro de la Catedral de Orizaba.

La conmoción causada por el asesinato provocó la acumulación de personas en la casa de la que a partir de ese momento consideraron una mártir de la persecución religiosa y ante el particular caso de ser hija de un obrero provocó la hermandad de todos los obreros de la región convirtiendo el sepelio en un acto político religioso de gran magnitud que las autoridades no pudieron evitar. El 8 de febrero de 1937 por la tarde 10 000 personas acompañaron el cuerpo de Leonor hacia el cementerio municipal haciendo pasar el féretro por la Parroquia de San Miguel (sin poder entrar al templo) y el entonces Palacio Municipal (hoy palacio de hierro) en medio de la protesta popular por el cobarde asesinato. Ese día la ciudad mostró un luto general y en medio de la veneración popular, rezos, himnos y discursos de protesta, Leonor Sánchez fue sepultada.
Este asesinato marcó el comienzo del fin de la persecución religiosa, pues a partir de este momento, los obreros comenzarían un movimiento que culminó con el derrumbe de las puertas de los templos para que no pudieran volver a cerrarlos y el fin de las hostilidades a la religión católica.
El obispo Guízar envió un singular y profético mensaje acerca de lo sucedido: 
«Lejos de darles el pésame, les felicito de la manera más calurosa; pues la joven mártir ya está en el Cielo y S.S. [Su Señoría] y el grupo de católicos padecieron encarcelados por amor a nuestro Divino Redentor. Envidio la suerte de Uds. que padecieron por Cristo […]. Tengamos muy presente que mientras mayores sean nuestros sufrimientos en este mundo, más grandes deben ser nuestros esfuerzos por unirnos a la Cruz de nuestro Redentor Divino, seguros de que así seremos verdaderos apóstoles de Cristo, y, en medio de las horribles tempestades subirán triunfantes al Cielo millares de almas […]. Trabajemos por Dios hasta morir; esta es nuestra misión sobre la tierra; busquemos el reino del Cielo para nosotros y para nuestros hijos con toda la ansiedad del alma».
En su tumba en el cementerio municipal de Orizaba Juan de la Luz Enríquez descansaron sus restos hasta el año 2013 bajo el siguiente epitafio: 
«La Mártir Leonor Sánchez aquí reposa en paz ¡Acuérdate de nosotros en el cielo donde moras! Murió en el señor el 7 de febrero de 1937. Orizaba agradecida R.I.P.»

## Causa de canonización
El 14 de junio de 2013, con motivo del XIII Aniversario de la Erección de la Diócesis de Orizaba y III de la dedicación de la Catedral de San Miguel Arcángel los restos de Leonor Sánchez fueron trasladados a la Catedral en medio de la veneración popular siendo recibidos por el Obispo Mons. Marcelino Hernández Rodríguez comenzando de esta manera formalmente su causa de canonización. De llegar a convertirse en santa, Leonor Sánchez se convertiría en la primera laica mexicana y orizabeña con este honor y el primer proceso canónico aprobado favorablemente de la joven Diócesis de Orizaba.